# Campeonato Asiático de Atletismo de 2011 - 100 m com barreiras feminino
A prova dos 100 metros com barreiras feminino do Campeonato Asiático de Atletismo de 2011 foi disputada no dia 10 de julho de 2011 no Kobe Universiade Memorial Stadium em Kobe,  no Japão. 

## Recordes
Antes desta competição, os recordes mundiais e do campeonato nesta prova eram os seguintes:
|                       | Nome             | Nacionalidade | Tempo  | Local        | Data                 |
| --------------------- | ---------------- | ------------- | ------ | ------------ | -------------------- |
| Recorde mundial       | Yordanka Donkova | Bulgária      | 12s 21 | Stara Zagora | 20 de agosto de 1988 |
| Recorde do campeonato | Su Yiping        | China         | 12s 99 | Jacarta      | 2000                 |
| Recorde asiático      | Olga Shishigina  | Cazaquistão   | 12s 44 | Lucerna      | 27 de junho de 1995  |

## Medalhistas
| Ouro            | Prata              | Bronze                    |
| Sun Yawei (CHN) | Jung Hye-lim (KOR) | Natalya Ivoninskaya (KAZ) |

## Cronograma
Todos os horários são locais (UTC+9).
| Data        | Hora  | Evento  |
| ----------- | ----- | ------- |
| 10 de julho | 14:05 | Bateria |
| 10 de julho | 16:15 | Final   |

## Resultados

### Bateria
Qualificação: 3 atletas de cada bateria  (Q) mais os  2 melhores qualificados (q). 
| Posição | Bateria | Atleta                | Nacionalidade | Tempo | Notas |
| ------- | ------- | --------------------- | ------------- | ----- | ----- |
| 1       | 2       | Natalya Ivoninskaya   | Cazaquistão   | 13.15 | Q,    |
| 2       | 2       | Wu Shuijiao           | China         | 13.23 | Q     |
| 3       | 2       | Jung Hye-lim          | Coreia do Sul | 13.25 | Q     |
| 4       | 1       | Sun Yawei             | China         | 13.43 | Q     |
| 5       | 1       | Anastassiya Soprunova | Cazaquistão   | 13.45 | Q     |
| 6       | 1       | Dedeh Erawati         | Indonésia     | 13.47 | Q     |
| 7       | 1       | Ayako Kimura          | Japão         | 13.48 | q     |
| 8       | 2       | Airi Ito              | Japão         | 13.50 | q     |
| 9       | 2       | Wallapa Punsoongneun  | Tailândia     | 13.86 |       |
| 10      | 1       | Lim Dipna             | Singapura     | 14.53 |       |
| 11      | 2       | Sumita Sumita Rani    | Bangladesh    | 16.82 |       |
| 12      | 1       | Poon Pak Yan          | Hong Kong     |       | DNF   |

### Final
A final da prova ocorreu dia 10 de julho às 16:15. 
| Posição           | Raia | Atleta                | Nacionalidade | Tempo | Notas |
| ----------------- | ---- | --------------------- | ------------- | ----- | ----- |
| Medalha de ouro   | 4    | Sun Yawei             | China         | 13.04 |       |
| Medalha de prata  | 9    | Jung Hye-lim          | Coreia do Sul | 13.11 |       |
| Medalha de bronze | 7    | Natalya Ivoninskaya   | Cazaquistão   | 13.15 | =     |
| 4                 | 2    | Ayako Kimura          | Japão         | 13.26 |       |
| 5                 | 6    | Anastassiya Soprunova | Cazaquistão   | 13.32 |       |
| 6                 | 8    | Dedeh Erawati         | Indonésia     | 13.42 |       |
| 7                 | 5    | Wu Shuijiao           | China         | 13.51 |       |
| 8                 | 3    | Airi Ito              | Japão         | 13.55 |       |

Legenda
| Recorde mundial       | Recorde mundial (World record)               |                       | Recorde africano                      | Recorde africano (African) |                                           | Q | Classificado por posição (Qualified) |
| Recorde do campeonato | Recorde do campeonato (Championship record)  | Recorde da América    | Recorde da América (Americas)         | q                          | Classificado por melhor tempo (Qualified) |   |                                      |
| Melhor marca do ano   | Melhor marca do ano (World leading)          | Recorde asiático      | Recorde asiático (Asian)              | DNS                        | Não largou (Did not start)                |   |                                      |
| Recorde nacional      | Recorde nacional (National record)           | Recorde europeu       | Recorde europeu (European)            | DNF                        | Não terminou (Did not finish)             |   |                                      |
| Recorde pessoal       | Recorde pessoal do atleta (Personal best)    | Recorde da Oceania    | Recorde da Oceania (Oceania)          | DSQ / DQ                   | Desclassificado (Disqualified)            |   |                                      |
| Recorde da temporada  | Recorde da temporada do atleta (Season best) | Recorde sul-americano | Recorde sul-americano (South America) | NM                         | Sem marca (No mark)                       |   |                                      |